# Abdul Wahid an-Nur
Abdul Wahid an-Nur (ur. 1968 w Zalindżi) – przywódca Ruchu Wyzwolenia Sudanu (frakcji an-Nur).

## Życiorys
Urodził się w Zalindżi w Darfurze Zachodnim. Ukończył w 1995 studia prawnicze na Uniwersytecie Chartumskim.
W czerwcu 1992 wraz z kilkoma innymi studentami Uniwersytetu Chartumskiego założył Ruch Wyzwolenia Sudanu (Sudan Liberation Army).